# Kỹ sư xây dựng
Kỹ sư xây dựng là người có khả năng tư vấn thi công xây dựng, thiết kế, quản lý dự án, tính toán kết cấu và thi công các công trình xây dựng. Kỹ sư xây dựng là người phải tốt nghiệp chuyên ngành xây dựng tại các trường đại học Xây dựng hay các trường đại học có chuyên ngành xây dựng. Thời gian học ít nhất là 4 hoặc 5 năm. Ở nhiều quốc gia, sau khi tốt nghiệp thì kỹ sư xây dựng cần phải có thời gian thực tập và phải có chứng chỉ hành nghề mới được thực hiện một số công việc xây dựng nhất định thuộc lĩnh vực xây dựng.

## Đặc điểm
- Kỹ thuật xây dựng là ngành kỹ thuật, chương trình học khá khô khan, nhiều tính toán. Công việc đòi hỏi người kỹ sư phải đi công tác xa nhà thường xuyên nên ngành này rất ít nữ giới thi vào.
- Nhiều người cho rằng nghề xây dựng thích phiêu lưu, phong trần, thích thiết kế, có một mức thu nhập cao và nhiều ưu đãi.
- Là một ngành kỹ thuật nhưng công việc yêu cầu người kỹ sư xây dựng ngoài khả năng tính toán, sáng tạo, chịu áp lực còn rất cần kỹ năng giao tiếp và hiểu biết xã hội.
- Công việc của người kỹ sư xây dựng nhìn chung là ít ổn định, không điều độ và hay thay đổi.

## Ở Việt Nam
Ở Việt Nam, những kỹ sư Xây dựng đầu tiên được đào tạo trong nước là những kỹ sư tốt nghiệp khóa 1 - Khoa Xây dựng - Trường Đại học Bách khoa Hà Nội nay là trường Đại học Xây dựng.
Xem: Danh sách các chuyên ngành Kỹ thuật xây dựng được đào tạo tại các trường đại học ở Việt Nam